# FK Sloga Jugomagnat Skopje
El FK Sloga Jugomagnat Skopje (en macedònic ФК Слога Југомагнат) fou un club de futbol macedoni de la ciutat de Skopje.

## Història
Evolució del nom:
- 1927: Zafer FC
- 1945: Sloga Skopje
- 1992: Sloga Jugomagnat Skopje
- 2012: es fusiona amb FK Albarsa per crear el FK Shkupi

## Palmarès
- Lliga macedònia de futbol: 3
  - 1999, 2000, 2001[1]

- Copa macedònia de futbol: 3
  - 1996, 2000, 2004[2]